# Крзнаста жаба
Крзнаста жаба или (длакава жаба) (лат. Trichobatrachus robustus) је најпознатија врста фамилије Arthroleptidae. Насељава Екваторску Гвинеју, Камерун, Демократску Републику Конго и Нигерију. Статус угрожености ове врсте је непознат.
Има крупну главу која је шира него дужа и кратку заобљену њушку. Живи на копну, али се враћа у воду ради размножавања. Женке полажу масу јаја на стене у потоцима, а из њих се развијају пуноглавци. Они су месождери и у устима имају неколико редова рожних зуба. Мужјаци су много крупнији од женки и у време парења добијају густо крзно на ногама и боковима тела. Сматра се да тиме повећава респираторна површина, интезивира кожно дисање јер су им плућа мала, а тело робусно.
Месождери су и хране се пужевима, пауцима, скакавцима, инсектима и др. У устима имају више редова орожналих зуба.